# Aegean Airlines
Aegean Airlines (in greco Αεροπορία Αιγαίου?, pronuncia: [aeropoˈria eˈʝeu]; LSE: 0OHY) è la compagnia aerea di bandiera della Grecia e la più grande compagnia greca per numero totale di passeggeri trasportati, di destinazioni servite e per dimensione della flotta.
Fondata dal miliardario greco Theodore Vassilakis, è membro dell'alleanza globale Star Alliance dal giugno 2010. Opera servizi di linea e charter da Atene e Salonicco ad altre importanti destinazioni greche, europee e mediorientali. La sua base principale è l'Aeroporto Internazionale di Atene, con hub secondari presso l'Aeroporto Internazionale di Salonicco-Macedonia, l'Aeroporto Internazionale di Candia e l'Aeroporto Internazionale di Larnaca. Ha la sua sede centrale a Kifisià, comune alla periferia Atene.
Nel 2009 ha trasportato 6,6 milioni di passeggeri superando per la prima volta il suo rivale Olympic Airlines, che trasportò 5 265 729 passeggeri. Nel 2010 Aegean Airlines ha trasportato 6,1 milioni di passeggeri, di cui il 50% stranieri.
Il 21 ottobre 2012 Aegean Airlines ha annunciato di aver raggiunto un accordo per acquisire Olympic Air, in attesa di approvazione da parte dell'Antitrust della Commissione europea. Entrambe le compagnie continueranno ad operare sotto marchi distinti dopo l'acquisizione.
Aegean Airlines ha vinto, nel 2012, il premio come miglior compagnia aerea regionale europea (Best regional airline) da parte della società britannica Skytrax.

## Storia

### Inizi: 1987-2010
Aegean Airlines venne fondata come Aegean Aviation nel 1987. Alle origini era specializzata nei servizi VIP e aeroambulanza. Il 17 febbraio 1992, è diventata, però, la prima compagnia aerea privata con licenza di operatore aereo greca.  Dopo essere stata acquisita dal Vasilakis Group nel 1994, Aegean Aviation ha iniziato voli VIP da Atene verso tutto il mondo con i velivoli Learjet. Il nome di Aegean Airlines è stato adottato con l'avvio dei servizi di trasporto passeggeri alla fine di maggio 1999.
I Primi voli commerciali di Aegean furono i collegamenti tra Atene e Candia, nell'isola di Creta, e Salonicco con 2 BAe 146 nuovi di zecca, interamente di proprietà. Nel 1999 Aegean acquistò Air Greece.  Dopo un accordo di fusione tra Aegean Airlines e Cronus Airlines nel marzo 2001, la società ha operato per un po' di tempo come Aegean Cronus Airlines fino a quando le due non vennero interamente integrate. Dal 2005, la compagnia aerea ha siglato una partnership con Lufthansa, offrendo ai suoi clienti la possibilità di aderire al programma fedeltà Miles & More e inserendo in alcuni dei suoi voli, oltre al codice di Aegean A3, anche il codice di Lufthansa, LH.  Nel marzo 2006, Aegean Airlines ha inoltre siglato un accordo di collaborazione con TAP Portugal.  Nel dicembre 2008, venne annunciata dalla compagnia una collaborazione con Brussels Airlines.
Nel 2009, Aegean Airlines ha iniziato accordi di codeshare con anche bmi oltre ai già citati accordi con Brussels Airlines, Lufthansa e TAP Portugal. Fino a quel momento, la Aegean fu l'unica compagnia aerea al mondo di medio-grandi dimensioni a non avere alcun accordo di codeshare.
La compagnia aerea è di proprietà di Laskaridis Group (25,3%), Vassilakis Group (45,2%), Vassilis Konstantakopoulos (8,3%), D. Ioannou (8,1%), G. David (6,3%) e Piraeus Bank (5,9%) e, al 2009, aveva 2.300 dipendenti.
Il 26 maggio 2009, chiede di poter aderire all'alleanza globale dei cieli Star Alliance in cui ne entrerà ufficialmente a far parte il 30 giugno 2010.

### Acquisizione di Olympic Air: 2010-presente
Nel febbraio 2010, iniziarono a circolare le prime voci riguardo ad un'eventuale fusione tra Aegean e Olympic Air. Il 22 febbraio 2010, Olympic Air e Aegean Airlines annunciarono di aver approvato la fusione tra loro. La nuova compagnia aerea avrebbe utilizzato il marchio e il logo di Olympic, dopo, però, un periodo di transizione in cui entrambi i marchi aerei sarebbero stati usati in parallelo. Dopo il periodo di transizione il marchio Aegean avrebbe cessato di esistere. Ci si aspettava che la fusione sarebbe andata in porto e la nuova compagnia aerea sarebbe nata entro ottobre 2010.
Aegean aderì a Star Alliance a fine giugno 2010. L'intenzione era quella di far entrare la nuova compagnia in Star Alliance, nonostante che Olympic Air iniziato le procedure preliminari per l'adesione a SkyTeam. Star Alliance ha accolto favorevolmente la proposta di fusione, rilasciando una dichiarazione affermando che entrambe le compagnie si sarebbero incontrate presto per valutare le misure necessarie, al fine di garantire una transizione graduale dopo la fusione di Aegean Airlines e Olympic Air all'interno della rete Star Alliance.
Il 26 gennaio 2011 l'Antitrust della Commissione europea ha bloccato la fusione tra le due compagnie, a causa di motivi concorrenziali. La Commissione ha dichiarato che la fusione avrebbe creato una situazione di "quasi-monopolio" nel trasporto aereo della Grecia, con la nuova compagnia aerea che controllerebbe oltre il 90% del mercato del trasporto aereo nazionale greco. La Commissione Europea ha inoltre dichiarato la sua convinzione che la fusione avrebbe portato a un aumento delle tariffe per quattro dei sei milioni di passeggeri greci ed europei che volano da e per Atene ogni anno, senza prospettive realistiche che si insedi una nuova compagnia aerea di dimensioni sufficienti che potrebbe entrare nel mercato per frenare i prezzi della nuova compagnia composta da Aegean e Olympic. Inoltre, il commissario Joaquín Almunia ha dichiarato che la fusione avrebbe portato ad un aumento dei prezzi e la qualità inferiore di servizio anche per chi viaggi tra Atene e le isole. Entrambi i vettori proposero rimedi nel tentativo di placare le preoccupazioni, ma l'Unione europea ritenne che essi non fossero sufficienti a proteggere adeguatamente i viaggiatori e la facilità della concorrenza. Uno dei rimedi proposti dalle compagnie aeree fu la cessione di slot di decollo e d'atterraggio nelle fasce orarie principali negli aeroporti greci, ma la Commissione fece notare che gli aeroporti greci non soffrono la congestione che si verifica in altri aeroporti europei coinvolti in precedenti operazioni di fusione delle compagnie aeree. Nel 2013 Olympic Air diviene sussidiaria di Aegean.

## Struttura aziendale
Proprietà
Al 3 luglio 2014 la compagnia aerea è di proprietà di Theodoros Vassilakis (34,17%, di cui il 23,6% tramite Evertrans SA e 9,46% tramite Autοhellas SA), Alnesco Enterprises Company Limited (9,48%), Siana Enterprises Company Limited (9,48%), Konstantakopoulos Achilleas (6,39%).
Risultati finanziari
|                                   | 2007   | 2008   | 2009   | 2010   | 2011   | 2012   | 2013              | 2014     | 2015   | 2016   | 2017   | 2018   | 2019          | 2020   | 2021   |
| --------------------------------- | ------ | ------ | ------ | ------ | ------ | ------ | ----------------- | -------- | ------ | ------ | ------ | ------ | ------------- | ------ | ------ |
| Fatturato (€m)                    | 482    | 611    | 622    | 591    | 668    | 653    | 682               | 911      | 983    | 1 020  | 1 127  | 1 187  | 1 308         | 415    | 675    |
| Profitto netto dopo le tasse (€m) | 35.8   | 29.5   | 23.0   | −23.3  | −27.2  | −10.5  | 66.3              | 80.4     | 68.4   | 32.2   | 60.4   | 67.9   | 78.4          | −227.9 | 5.1    |
| Numero di dipendenti              | 1 923  | 2 142  | 2 463  | 1 949  | 1 615  | 1 347  | 1 459             | 1 678    | 2 344  | 2 334  | 2 493  | 2 703  | 2 924         | 2 699  | 2 445  |
| Numero di passeggeri (m)          | 5.2    | 6.0    | 6.6    | 6.2    | 6.5    | 6.1    | 6.9               | 10.1     | 11.6   | 12.5   | 13.2   | 13.9   | 15.0          | 5.2    | 7.2    |
| Load factor passeggeri (%)        | 70     | 70     | 65.8   | 68.1   | 68.9   | 74.3   | 79                | 78.3     | 76.9   | 77.4   | 83.2   | 83.9   | 84.8          | 67.4   | 65.5   |
| Numero di aerei (a fine anno)     | 23     | 29     | 33     | 26     | 29     | 28     | 30                | 50       | 58     | 62     | 58     | 61     | 62            | 67     | 63     |
| Note                              | [ 22 ] | [ 23 ] | [ 24 ] | [ 25 ] | [ 26 ] | [ 27 ] | Escl. Olimpic Air | Incl. OA | [ 30 ] | [ 31 ] | [ 32 ] | [ 33 ] | [ 34 ] [ 35 ] | [ 36 ] | [ 37 ] |

## Destinazioni
Al 2022, Aegean Airlines opera voli di linea verso Arabia Saudita, Egitto, Europa, Georgia, Israele, Giordania, Libano, Marocco e Tunisia.

### Accordi commerciali
Al 2022 Aegean Airlines ha accordi di code-share con le seguenti compagnie:
n
- airBaltic
- Animawings
- Austrian Airlines
- Air Canada
- Air Serbia
- Brussels Airlines
- Bulgaria Air
- EgyptAir
- Emirates
- Ethiopian Airlines
- Eurowings
- Gulf Air
- LOT Polish Airlines
- Lufthansa
- Olympic Air
- Scandinavian Airlines
- Singapore Airlines
- Swiss International Air Lines
- TAP Air Portugal
- Turkish Airlines
- Volotea

### Alleanze
Nel giugno 2010 Aegean Airlines è entrata a far parte di Star Alliance

## Flotta

### Flotta attuale

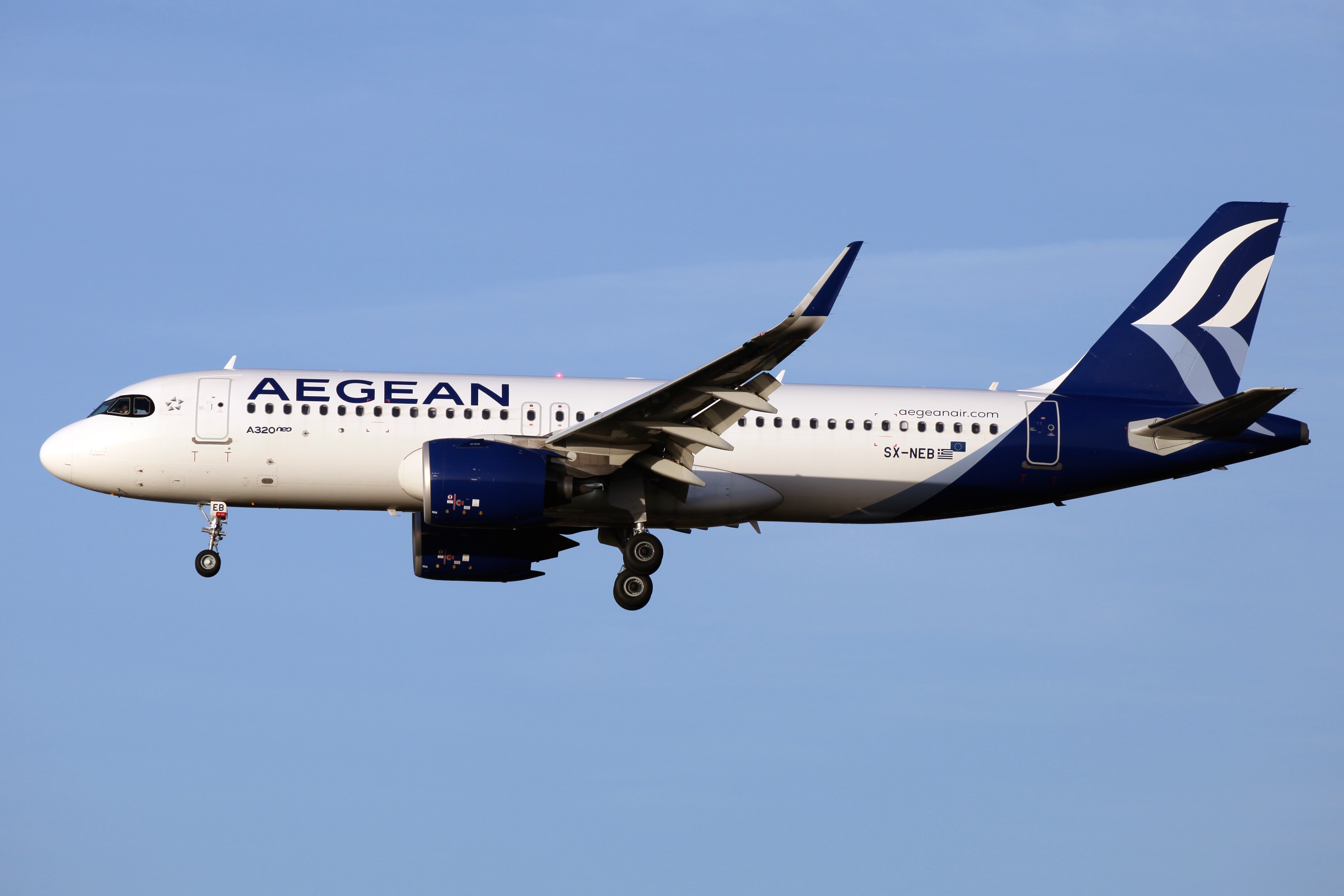
Un Airbus A320neo.

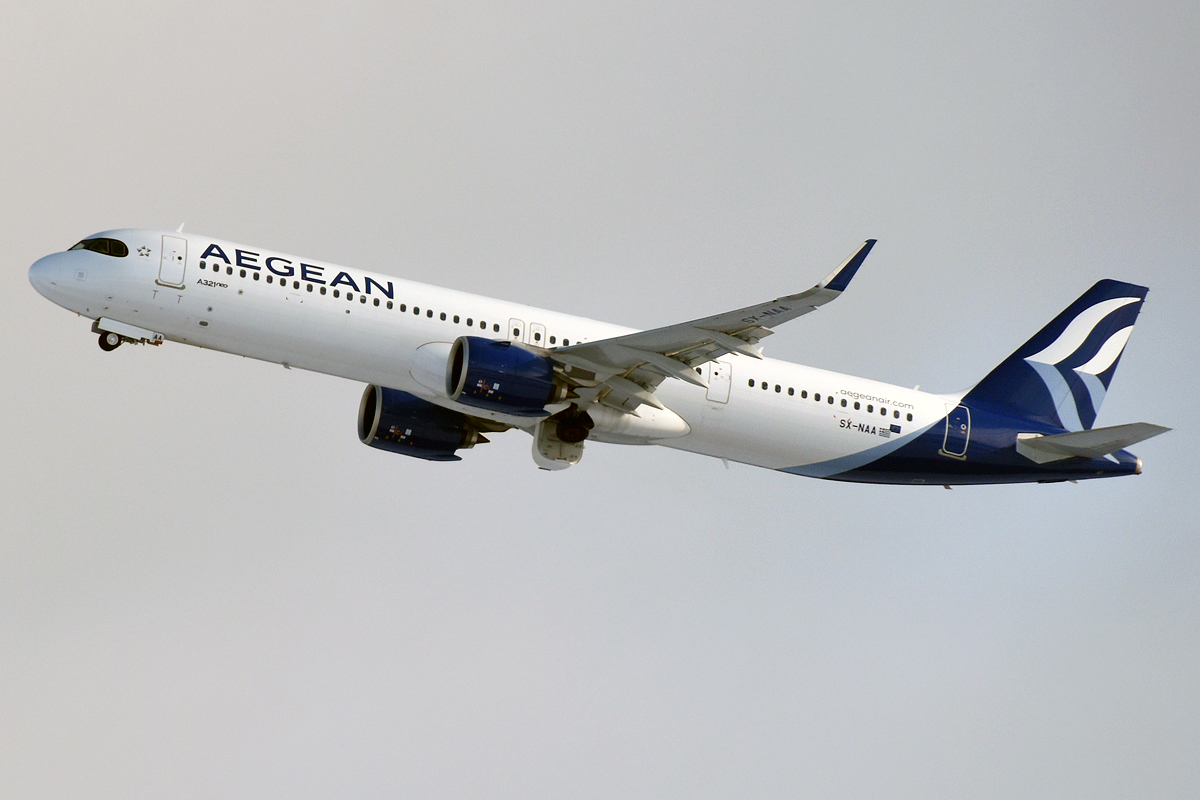
Un Airbus A321neo.

A settembre 2024 la flotta di Aegean Airlines risulta composta dai seguenti aerei:

### Flotta storica

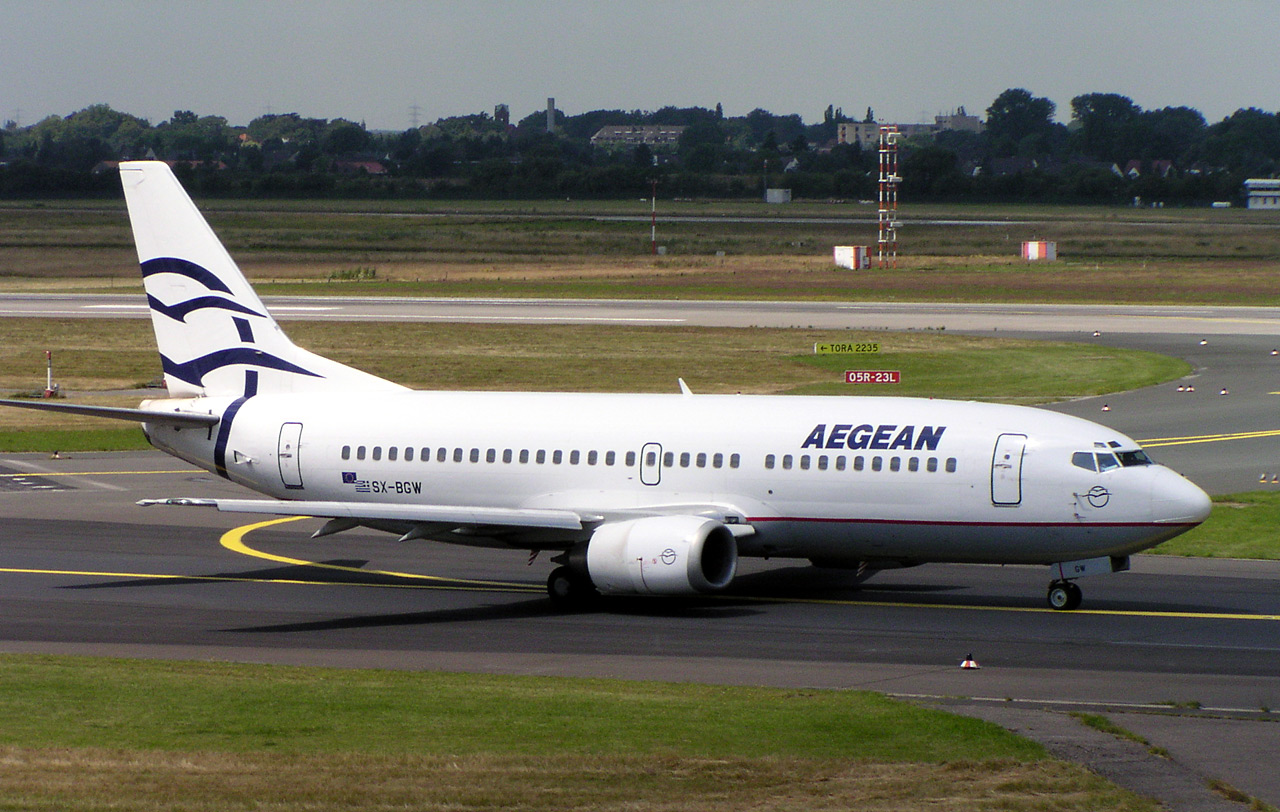
Un Boeing 737-300.

Aegean Airlines operava in precedenza con i seguenti aeromobili:

## Marchio

### Logo
Nel corso degli anni Aegean Airlines ha utilizzato i seguenti loghi:

1999-2020
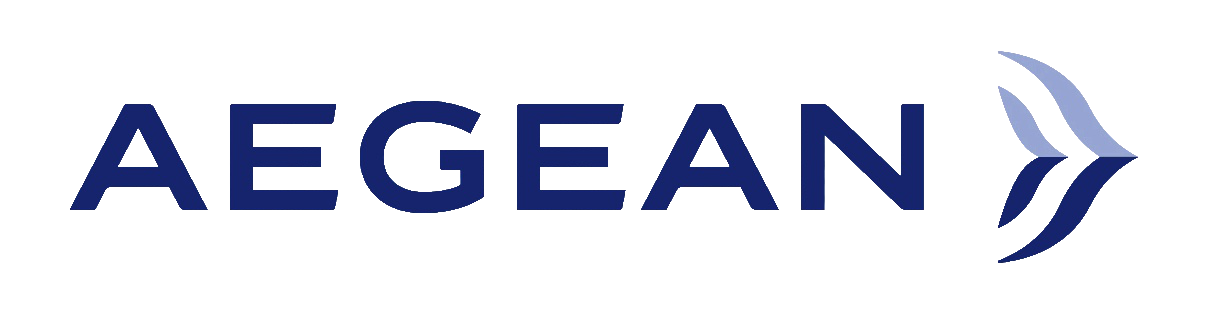
2020-presente

## Programma fedeltà
Miles + Bonus è il programma frequent flyer di Aegean Airlines e della sua controllata Olympic Air. È un rebranding di Miles & Bonus, l'ex programma frequent flyer di Aegean e un sostituto del Travelair Club di Olympic Air. Miles + Bonus ha tre livelli: blu, argento e oro.

## Lounge
I membri Gold di Miles + Bonus e i passeggeri che viaggiano in business class su un volo Aegean Airlines hanno accesso alle tre sale business negli aeroporti di Atene, Thessaloniki e Larnaca.